# Nicolaas Jeremias Storm van 's Gravesande
Nicolaas Jeremias Storm van 's Gravesande ('s-Hertogenbosch, 26 maart 1788 - Rotterdam, 9 januari 1860) was een Rotterdams bestuurder en letterkundige.

## Familie
Jhr. Storm was een zoon van notaris jhr. Carel Storm van 's Gravesande (1762-1848), de eerste van het geslacht Storm van 's Gravesande die in de Nederlandse adel werd verheven, en de Rotterdams koopmansdochter Maria van Gennep (1763-1841). Hij trouwde drie keer, de eerste maal met de Rotterdamse Johanna Carolina Mees (1786-1818) met wie hij een zoon kreeg: jhr. Carel Marius Storm van 's Gravesande (1809-1880), lid van de Tweede Kamer, die op zijn beurt de vader was van kunstschilder jhr. Carel Nicolaas Storm van 's Gravesande (1841-1924).

## Leven en werk
In 1808 werd hij firmant bij Van Gennep & Zoon, de koopliedenfirma van zijn moeders familie in Rotterdam, om er door zijn grootvader Arnoldus van Gennep te worden opgeleid. In 1806 werd hij subsituut-secretaris, vanaf 1816 tot 1839 was hij secretaris van de Rotterdamse Kamer van Koophandel, als opvolger van zijn oom G. van Gennep. In het laatste jaar werd hij benoemd tot secretaris van Rotterdam, een functie die hij tot zijn overlijden zou vervullen. In 1817 werd hij benoemd tot lid van het College van regenten over de gevangenissen te Rotterdam, welk college hij later nog als secretaris en voorzitter zou bekleden tot aan zijn overlijden; deze functie deed hem in 1853 een open Brief aan den heer Voorzitter van de Eerste Kamer der Staten Generaal over de gevangenis voor jeugdige veroordeelden te Rotterdam publiceren.
Naast zijn ambtelijke werk publiceerde Storm vanaf 1817 poëzie. Deze letterkundige arbeid bracht hem ook in contact met collega en stadgenoot Hendrik Tollens (1780-1856) met wie hij correspondeerde. Hij verzamelde ook dicht- en toneelwerken die in 1861 op een veiling werden aangeboden.